# 马驰
马驰（1933年—），黑龙江方正人，中国人民解放军将领、中国人民解放军中将。
毕业于第二十七步兵学校。1993年，接替刘存信，担任沈阳军区空军政治委员。1996年，由林万海接任。1993年，授中国人民解放军中将军衔。